# Scapsipedus caymani
Scapsipedus caymani är en insektsart som beskrevs av Otte, D. och Perez-gelabert 2009. Scapsipedus caymani ingår i släktet Scapsipedus och familjen syrsor. Inga underarter finns listade i Catalogue of Life.